# Tom Segev
Tom Segev (תום שגב) est un historien et journaliste israélien, né à Jérusalem le 1er mars 1945. Spécialiste de l'histoire d’Israël, il est souvent considéré comme faisant partie des Nouveaux Historiens israéliens.

## Biographie
Tom Segev est né à Jérusalem et a grandi dans la rue Haneviim. Ses parents, nés en Allemagne, ont été persécutés en tant que communistes lorsque les nazis sont arrivés au pouvoir et ont immigré en Palestine mandataire en 1935. Son père, Heinz Schwarin, était un architecte qui gagnait sa vie en tant que fabricant de jouets en Israël, et sa mère, Ricarda Schwarin , était une photographe. 
En 1948, pendant la guerre d'indépendance d'Israël, alors que Tom Segev avait trois ans, son père est tué par les forces arabes qui ont envahi le nouvel État juif. Sa mère allemande ne se convertit pas au judaïsme et l'éduque seule.
Tom Segev est titulaire d'un baccalauréat en histoire et en sciences politiques de l'université hébraïque de Jérusalem et d'un doctorat en histoire de l'université de Boston.
Il est connu pour ses ouvrages critiques traitant de l'histoire d'Israël, vendus comme best-sellers.

### Positions politiques
Intellectuel engagé, Tom Segev estime qu'« il existe une autre vérité historique qui vaut la peine d’être rappelée dans ces circonstances [de la Guerre de Gaza de 2008] : depuis l'aube de la présence sioniste sur la terre d'Israël, aucune opération militaire n'a jamais fait avancer le dialogue avec les Palestiniens ». 
Il a co-fondé l'hebdomadaire « Koteret Rashit » qui a publié entre autres Le Vent jaune (הזמן הצהוב) où David Grossman décrit en 1987 les souffrances imposées aux Palestiniens par l'occupation de l'armée israélienne. Après la fermeture de l'hebdomadaire, en 1988, il rejoint le quotidien « Haaretz » avec deux des journalistes qu'il avait formés, Ari Shavit et Dov Alfon. 
Il a critiqué Aharon Barak, l'ex-président de la Cour suprême israélienne, l'accusant de fournir le vernis de légitimation nécessaire à l'occupation des territoires palestiniens.

### Réfutations de ses écrits
Cette section ne s'appuie pas, ou pas assez, sur des sources secondaires ou tertiaires indépendantes du sujet.

Pour l'améliorer, ajoutez-en, ou placez des modèles {{Source secondaire souhaitée}} ou {{Source secondaire nécessaire}} sur les passages mal sourcés. (février 2025)
Son travail est controversé et critiqué dans le monde académique israélien. La réfutation la plus aboutie contre les écrits de Tom Segev est l'article des professeurs Yehuda Bauer et (en) Tuvia Friling.
Ces deux académiciens réfutent différents points des écrits de Tom Segev en identifiant des « méthodes de tromperie », :
- Utilisation de moyens littéraires : Ce dernier mélange des données et des histoires personnelles et en tisse, pour un lecteur qui n'est pas familiarisé avec les passages décrits, une tout autre signification.
- Description partielle de la preuve concluante : « Les références apparemment innocentes sont présentées sans expliquer leur poids ou leur contexte »
- Jugements d'importance secondaire : Ce dernier ne tache pas de se tenir derrière des analyses claires.
- Réfutations d'autres études : « L'étude la plus complète publiée sur cette question et son auteur, le Dr Dina Porat, considère Segev comme non objectif ... sans qu'il soit nécessaire de procéder à un examen factuel ».
- Utilisation partielle de sources secondaires : « Segev s'appuie en fait beaucoup sur Dina Porat ... Ceux qui prennent la peine d'aller à son livre trouvent souvent que ses conclusions ... sont complètement différentes des conclusions de Segev. Il n'y a pas d'explication, l'essentiel est que le numéro de page soit correct ».

Les deux académiciens décrivent un mécanisme clé de la méthode de Tom Segev : « Lorsqu'il évoque une affaire dont il est clair que les dirigeants, ou le « sionisme », ont agi correctement ou logiquement - il met un point d'interrogation ». Ils décrivent ce procédé comme une méthode classique pour déformer l'histoire par quelqu'un qui connaît le métier d'écrire l'histoire.
Ils lui reprochent finalement « de réécrire l'histoire dans l'esprit du révisionnisme historique » et lui reprochent : « une approche condescendante et moqueuse, choisissant les faits selon la convenance de l'auteur ». Dans le cas d'accusations contre le Yishouv, les académiciens réfutent ses conclusions et se demandent si « la question se pose de savoir s'il n'y a pas ici de tromperie délibérée », alors que ce dernier omet délibérément de faits historiques.
Des critiques similaires ont été faites par le professeur Yehoshua Porath ainsi que par l'historien (en) Shlomo Aaronson.

## Publications
- Soldiers of Evil: The Commandants of the Nazi Concentration Camps, 1988  (ISBN 0-07-056058-7))
- Le Septième million. Les Israéliens et le génocide, traduit de l'anglais et de l'hébreu par Eglal Errera, Paris, L. Levi, « Histoire », 1993.  (ISBN 2-86746-103-0) ; rééd. coll. « Piccolo histoire », 2002  (ISBN 2-86746-317-3)
- Les premiers Israéliens, traduit de l'anglais par Sabine Porte, Paris, Calmann-Lévy, 1998  (ISBN 2-7021-2740-1)
- C'était en Palestine au temps des coquelicots, traduit de l'hébreu par Katherine Werchowski et Ymey hakalaniywt, Paris, L. Levi, 2000  (ISBN 2-86746-233-9) traduction de One Palestine, Complete, New York City, NY, First Holt Paperbacks Editions, 2000  (ISBN 9780805065879)
- 1967 : six jours qui ont changé le monde, traduit de l'hébreu par Katherine Werchowski, Paris, Denoël, 2007  (ISBN 978-2-20725847-7)
- Simon Wiesenthal : L'homme qui refusait d'oublier, Paris, Liana Levi, « Histoire », 2010  (ISBN 978-2-86746-551-2)